# مک‌الپاین
مک‌الپاین (انگلیسی: C. McAlpine؛ زادهٔ) بازیکن فوتبال است.
از باشگاه‌هایی که در آن بازی کرده‌است می‌توان به باشگاه فوتبال دارلینگتون و باشگاه فوتبال پورت ویل اشاره کرد.